# FRAXE-Syndrom
Das FRAXE-Syndrom oder Fragiles XE-Syndrom ist eine angeborene Erkrankung mit dem Hauptmerkmal einer geringgradig ausgeprägten geistigen Retardierung ohne begleitende Fehlbildungen.
Das intellektuelle Defizit ist geringgradig. Das Syndrom gehört zu den Trinukleotiderkrankungen.

## Verbreitung
FRAXE gilt als die häufigste  nicht syndromale Form einer geistigen Behinderung.
Die Häufigkeit wird mit 1 – 9 zu 1.000.000 angegeben, die Vererbung erfolgt X-chromosomal-rezessiv.

## Ursache
Der Erkrankung liegen Mutationen im AFF2-Gen an der Location Xq28 (oder im FMR2-Gen) zugrunde.

## Klinische Erscheinungen
Klinisch stehen Lern- und Kommunikationsstörungen, Hyperaktivität, Aufmerksamkeitsstörungen und autistisches Verhalten im Vordergrund.